# Eugen Suchoň
Eugen Suchoň (Pezinok, 25 de septiembre de 1908-Bratislava, 5 de agosto de 1993) fue un compositor eslovaco.

## Biografía
Estudió en el Conservatorio de Praga, donde fue alumno de Frico Kafenda y Vítězslav Novák. Más adelante fue profesor en la Universidad Comenius de Bratislava. Mostró cierta influencia de Leoš Janáček, en óperas como Krútňava (El remolino, 1949) y Svätopluk (1960). Compuso también obras sinfónicas, orquestales, vocales, corales y música de cámara.
En 1958 fue nombrado Artista Nacional de Checoslovaquia.